# ماتياس ليمان
ماتياس ليمان (بالألمانية: Matthias Lehmann)‏ (28 مايو 1983 أولم ألمانيا - ) هو لاعب كرة قدم ألماني، يلعب كلاعب وسط.

## وصلات خارجية
ماتياس ليمان على موقع قاعدة بيانات كرة القدم.إي يو (الإنجليزية)
- ماتياس ليمان على موقع بيانات كرة القدم. دي إي (الألمانية)
- ماتياس ليمان على موقع عالم كرة القدم.نت (الإنجليزية)
- ماتياس ليمان على موقع AS.com (الإسبانية)